# At the Gates
At the Gates (engl. für „An den Toren/Pforten“) ist eine schwedische Melodic-Death-Metal-Band. 1990 gegründet, löste sie sich im Jahr 1996 zunächst auf. Im Jahre 2008 startete eine Reunion-Tour, in deren Rahmen einst versäumte Abschiedskonzerte nachträglich gegeben wurden. Nachdem die Tour planmäßig beendet worden war, entschied At the Gates sich jedoch dazu, weitere Konzerte zu geben. Seitdem sind drei neue Alben erschienen.

## Bandgeschichte

### Aktive Zeit
Im Oktober 1990 in Göteborg aus der Band Grotesque hervorgegangen und nach einer Phrase eines ihrer Lieder benannt, erwarb At the Gates mit ihrer ersten Demoaufnahme Gardens of Grief im Mai 1991 einen Plattenvertrag beim Musiklabel Dolores Records, über das das Demo als EP veröffentlicht und – wenn auch schwer erhältlich – auf breiter Basis wahrgenommen wurde. Ergänzt durch den Liveeindruck, den sie bei der darauf folgende Tour mit Dismember, Bolt Thrower, Massacre und Immolation hinterließ, konnte sie einen neuen, gutdotierten Vertrag bei Peaceville Records unterschreiben. Über deren Sublabel Deaf Records erschien am 27. Juli 1992 das erste Studioalbum The Red in the Sky Is Ours, das sich unerwarteter Beliebtheit erfreute. Es folgte eine Tournee durch Europa zusammen mit My Dying Bride, nach der die Arbeiten am zweiten Studioalbum With Fear I Kiss the Burning Darkness begannen. Bei Vollendung der Aufnahmen wurde Rhythmus-Gitarrist Alf Svensson wegen musikalischer Differenzen und anderweitiger Bandmitgliedschaft durch den befreundeten Martin Larsson ersetzt. Nach der Veröffentlichung des zweiten Albums am 7. Mai 1993 nahm die Band am englischen Nottingham-Rock-City-Festival teil, welches für MTVs Headbanger’s Ball Special mitgefilmt wurde. Darauf folgte eine erneute Tournee zusammen mit Anathema und Cradle of Filth.
1994 veröffentlichte At the Gates ihr drittes Album Terminal Spirit Disease, welches der Band einen hohen Bekanntheitsgrad verschaffte und seither als Meilenstein des Melodic-Death-Metal-Genres gehandelt wird. Durch diesen Erfolg tourte die Band zunächst durch England und im Anschluss erstmals als Headliner quer durch Europa.
Am 14. November 1995 veröffentlichte die Band nach einem erneuten Label-Wechsel im Juli desselben Jahres zu Earache Records ihr viertes Album Slaughter of the Soul. Es wurde wenig später für den schwedischen Grammy als „Bestes Hardrockalbum“ 1995 nominiert. 1996 absolvierte At the Gates insgesamt fünf Tourneen, unter anderem in den Vereinigten Staaten mit Genregrößen wie Morbid Angel und Napalm Death, bis es noch im selben Jahr zur Trennung der Band kam.

### Nach der Auflösung
Frontmann Lindberg war nach At the Gates an zahlreichen Bands und Projekten beteiligt, beispielsweise The Crown, The Great Deceiver oder der Crustcore-Band Skitsystem. Ferner ist er Sänger bei Disfear und war an zwei Alben der Melodic-Death-Metal-Band Nightrage beteiligt. Die Gebrüder Björler und Schlagzeuger Adrian Erlandsson gründeten ihrerseits The Haunted. Später verließ Erlandsson die Band, um sich Cradle of Filth anzuschließen.
2004 wurde ein Tributealbum für At the Gates mit dem Namen Slaughterous Souls – A Tribute to At the Gates veröffentlicht.

### Reunion

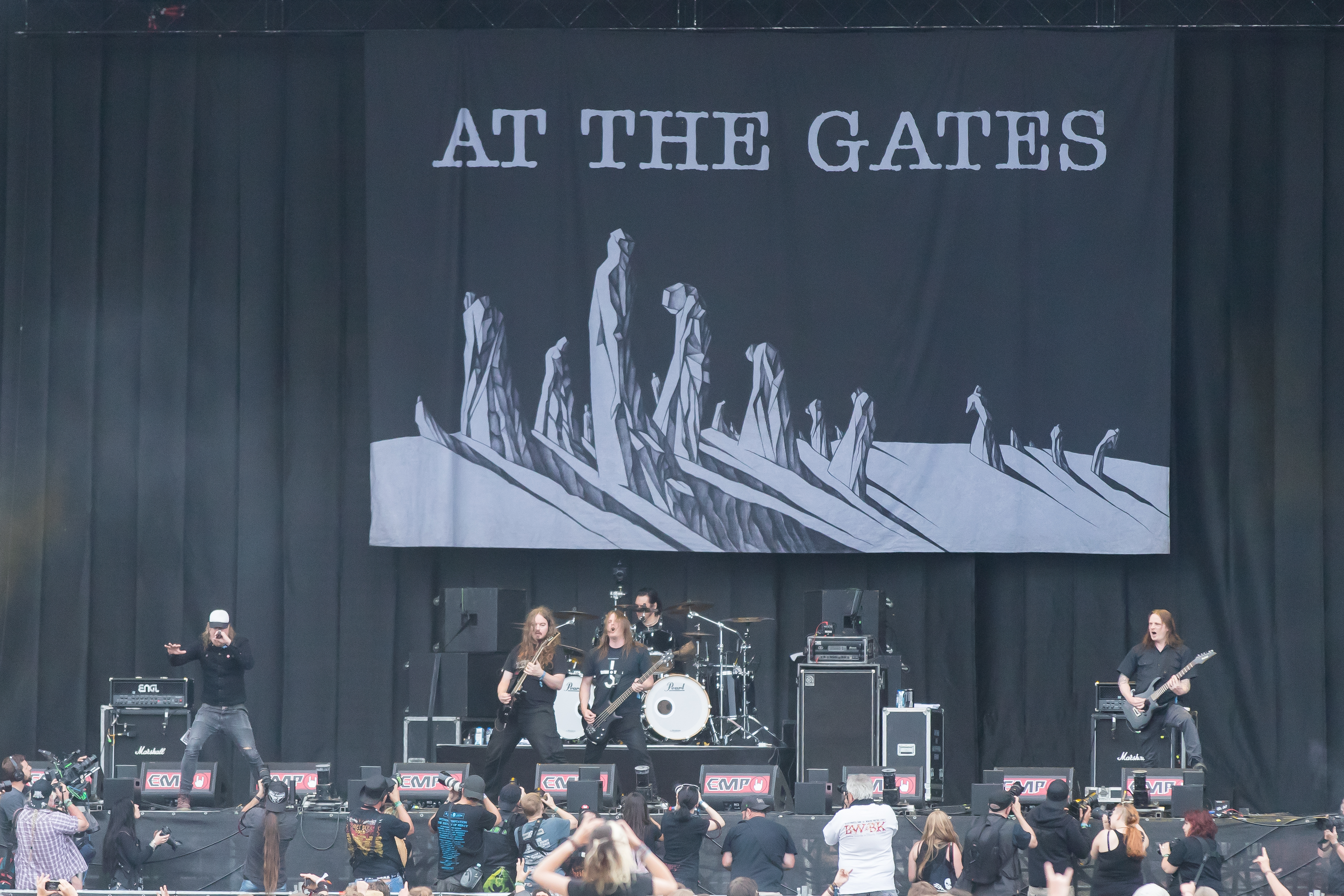
At the Gates live beim Summer Breeze 2016

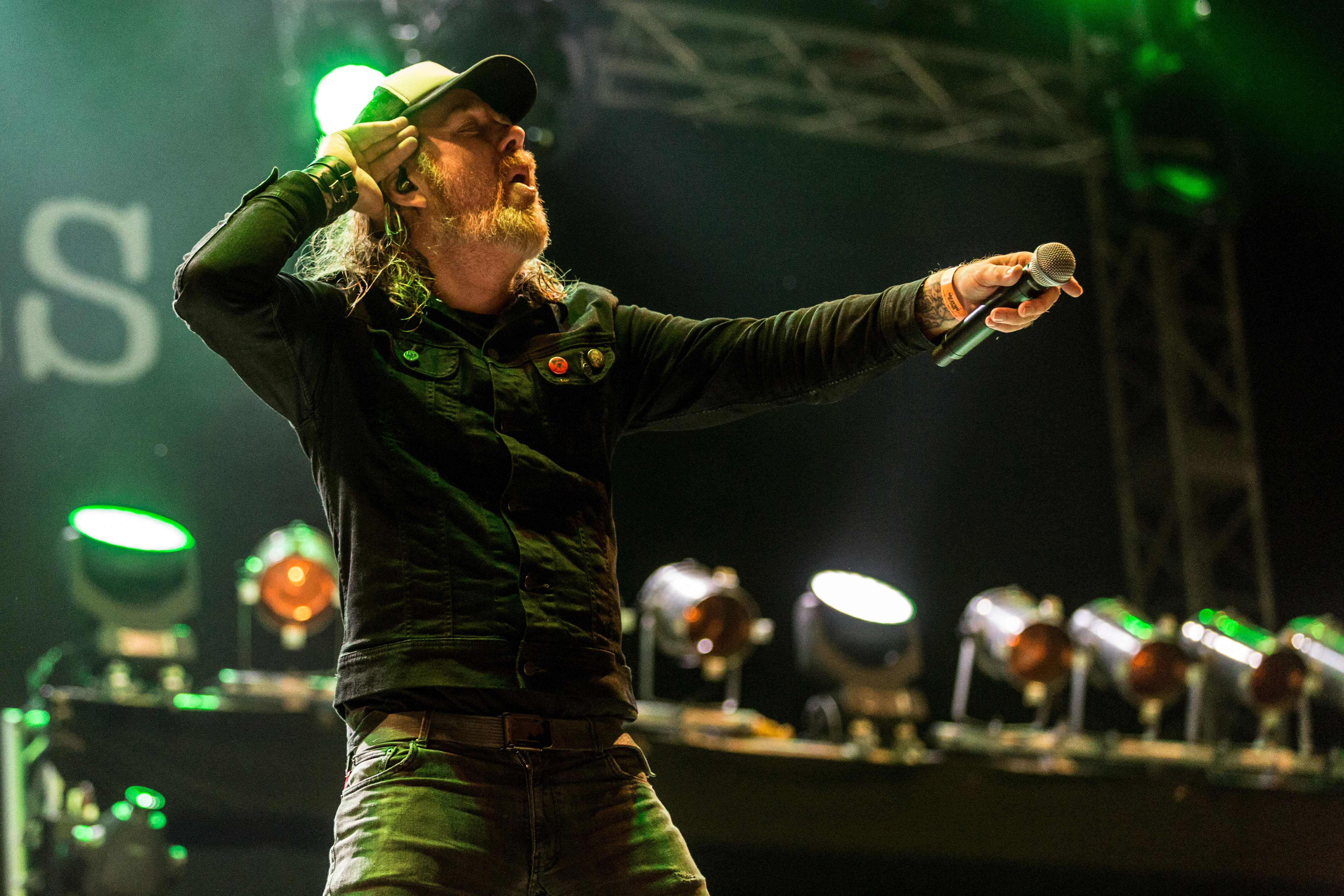
Sänger Tomas Lindberg live beim Party.San 2016

Anfang 2005 kamen Gerüchte auf, dass die Gates-Musiker Reunion-Shows planen würden, diese wurden jedoch dementiert. Am 18. Oktober 2007 gab Anders auf der offiziellen Website der Band bekannt, dass für das Jahr 2008 finale Abschiedskonzerte geplant seien. Tatsächlich fanden Auftritte beim belgischen Graspop Metal Meeting oder beim Wacken Open Air statt. Am 22. September 2008 bedankte sich die Band auf ihrer Webseite bei ihren Fans für einen „unvergesslichen Sommer 2008“. Wie es weiter ginge könne die Band nicht genau sagen, allerdings hätten die neuen Projekte der Bandmitglieder Vorrang. Am 22. Februar 2010 erschien die Live-DVD The Flames of the End. Diese besteht aus drei DVDs, die jeweils eine Dokumentation, den Live-Auftritt beim Wacken Open Air 2008 sowie sämtliche Musikvideos der Band enthalten.
Ende Januar 2014 deutete die Band mit zwei Teaser-Videos an, dass 2014 ein neues Album anstünde. Dies wurde am 27. Januar offiziell von der Band und dem Plattenlabel Century Media bestätigt. Das Album wurde unter dem Namen At War with Reality am 24. Oktober 2014 veröffentlicht.

## Stil

### Grundlegende Musik-Beschreibung
Die Musik von At the Gates war zu Beginn klassischer Death Metal mit hoher Komplexität, jedoch geht dieses Merkmal in der recht rohen Produktion ihrer ersten beiden Alben (The Red in the Sky Is Ours/With Fear I Kiss the Burning Darkness) teilweise unter. In späteren Veröffentlichungen, angefangen 1994 mit Terminal Spirit Disease, wurde der Stil mit harmonischen Melodien vermengt und so modifiziert. Die Lieder wurden eingängiger, dennoch blieben der schnelle und „brutale“ Charakter erhalten. Mit Slaughter of the Soul lieferten sie schließlich ihr Magnum Opus ab, ein Werk, das Maßstäbe setzte und als Blaupause für nachfolgende Bands diente. Die Death-Metal-Gemeinde goutierte es gleichermaßen und erhob es zum Kult: Komplex, brutal, melodisch in einem – und das in Perfektion. Selbst die Fachwelt würdigte es, wie die Nominierung zum „schwedischen Grammy“ Grammis 1996 in der Kategorie HÅRDROCK zeigt. Martin Larsson, der gegenüber dem Metal Hammer gesagt hatte, man werde „niemals ein perfektes Album machen, denn dann gäbe es keinen Grund mehr fortzufahren“, hielt Wort, auch wenn die Trennungsgründe in Wirklichkeit andere waren. Außerdem war man (zumindest 1995) ganz und gar nicht der Meinung, einen großen Wurf gelandet zu haben: „Unsere beste Scheibe mit epochalem Charakter ist immer noch nicht geschrieben worden. Wir nähern uns unserer eigenen Meßlatte langsam an.“
Rückblickend werden die Mitte der 1990er veröffentlichten Alben meist als Melodic Death Metal definiert, dieser Begriff war jedoch zu der damaligen Zeit noch nicht gebräuchlich, weshalb At the Gates als Mitbegründer dieses Subgenres gilt.

### Individuelle Musik-Beschreibung
Matthias Herr konnte aufgrund der Drucklegung seines Lexikons nur zwei (die EP nicht mitgerechnet) Alben beschreiben und tat dies mit den beiden Merkmalen „hohe Geschwindigkeit“ und „heisere Kehlkopfstimme“. Für die Autoren der Rock Hard Enzyklopädie waren diese Anfangsjahre von „aggressivem Death Metal“ gekennzeichnet, danach betrat die Band ihrer Meinung nach „vorsichtig neues Terrain“. Im heftinternen „Rock-Lexikon“ des Horror-Infernal-Magazins steht zu lesen: „Hinter dem düsteren Namen verbirgt sich auch düstere Musik! Death Metal der Mid 90'er, hart, aggressiv und doch nicht 08/15. An den Stellen, an denen andere Bands der härtesten Gangart langweilig werden, wissen At the Gates zu überzeugen.“ Bei laut.de findet sich die Etikettierung „typisch schwedische[r] Death Metal-Sound mit griffigen Melodien“.
Hanno Kress fasste im Rock Hard die Frühphase mit dem Stile-Bandwurm „Bombast-Grind-Death-Metal“ zusammen und stellte bezüglich Slaughter of the Soul fest, dass sich hier klassische Musik und Katzenmusik erstaunlich harmonisch-melodisch die Hand reichen. Robert Müller nannte den Stil im Metal Hammer einen technischen, chaotische Züge aufweisenden Death Metal mit vielen Black-Metal-Anklängen. In einer Selbstcharakterisierung gegenüber dem Magazin Bang sagte Tomas Lindberg, in der Anfangszeit sei man sehr technisch gewesen, diese Vielschichtigkeit habe man nie aufgegeben, man habe sie jedoch zugänglicher gemacht. Und gegenüber dem Horror Infernal, das dritte Album sei „brutaler“ ausgefallen als beabsichtigt, denn der Aufbau der Lieder sei ja konventionell und es gebe sogar ein klassisch arrangiertes Instrumentalstück. Zunächst näherte er sich in Sachen Selbstkategorisierung dem Fazit „Death Metal“ an, indem er meinte, es sei Death Metal mit Thrash Metal und Hardcore, wobei der Gesang dem Black Metal zuzuordnen sei. In der Rezension im selben Heft ist von fetzigen Gitarren, brutal-hämmerndem Sound, brachialem Gesang, klassischen Elementen und hängenbleibenden Melodien die Rede. „Gedresche“ und Melancholie attestierte David Ivanov in seiner Horror-Infernal-Rezension vom November 1995 dem Slaughter-of-the-Soul-Album und rückte die Interpreten in die Richtung von Carcass. Dieselbe Zuordnung nahm übrigens auch musik-base.de vor. Im Interview widersprach Lindberg Letzterem. Wichtig sei ihnen, schnell und brutal zu spielen, weniger wichtig melodisch zu sein. Carcass sei zu langsam und melodisch geworden.

### Text-Beschreibungen
Robert Müller erkannte beim Debüt ein „in diesem Bereich bisher unerreichtes literarisches Niveau“, womit der Hörer in „die düsteren satanischen Abgründe der menschlichen Psyche“ entführt werde. Poesie und Inhalt erinnerten ihn an Dostojewski und Nietzsche. Matthias Herr entzauberte diese Aussage durch Blick in das beiliegende Textblatt und hielt dem entgegen, die Texte des zweiten Albums seien „zwiespältig“ und „unausgereift“, die des ersten allerdings tatsächlich einnehmend. Hanno Kress fand die in einer Phantasiewelt angesiedelten Texte schlicht und langweilig. Tomas Lindberg antwortete, er mache sich eben viele Gedanken über den Tod und was danach mit einem passiere. Ausführlicher waren seine Erläuterungen ein Jahr zuvor im Horror Infernal: „Die Lyrics werden jedesmal schwärzer und schwärzer, auch sehr nihilistisch. Ich finde diese Sachen teilweise noch depressiver als einen Großteil der Doom Bands. Aber immer noch ist Haß gegenüber allem darin verankert, d. h. gegen einen selbst und gegen die Gesellschaft. Es ist einfach düster, und ich möchte Lyrics schreiben, um die Songs noch aggressiver zu machen. Die Lyrics sollen so sein, daß man sie herausschreien kann. Ich muß in dem überzeugend sein, was ich singe.“ Auf weiteres Nachfragen präzisierte er, er bliebe in seinen Formulierungen abstrakt, seine Inspiration erhalte er – und damit bestätigte er doch Robert Müller – von Dostojewski, Tolstoi und deren Zeitgenossen.

## Diskografie

### Studioalben
| Jahr | Titel Musiklabel                                          | Höchstplatzierung, Gesamtwochen, AuszeichnungChartplatzierungen (Jahr, Titel, Musiklabel, Platzierungen, Wochen, Auszeichnungen, Anmerkungen) | Höchstplatzierung, Gesamtwochen, AuszeichnungChartplatzierungen (Jahr, Titel, Musiklabel, Platzierungen, Wochen, Auszeichnungen, Anmerkungen) | Höchstplatzierung, Gesamtwochen, AuszeichnungChartplatzierungen (Jahr, Titel, Musiklabel, Platzierungen, Wochen, Auszeichnungen, Anmerkungen) | Höchstplatzierung, Gesamtwochen, AuszeichnungChartplatzierungen (Jahr, Titel, Musiklabel, Platzierungen, Wochen, Auszeichnungen, Anmerkungen) | Höchstplatzierung, Gesamtwochen, AuszeichnungChartplatzierungen (Jahr, Titel, Musiklabel, Platzierungen, Wochen, Auszeichnungen, Anmerkungen) | Anmerkungen                            |
| Jahr | Titel Musiklabel                                          | DE | AT | CH | US | SE | Anmerkungen                            |
| ---- | --------------------------------------------------------- | --- | --- | --- | --- | --- | -------------------------------------- |
| 1992 | The Red in the Sky Is Ours Peaceville Records             | — | — | — | — | — | Erstveröffentlichung: 27. Juli 1992    |
| 1993 | With Fear I Kiss the Burning Darkness Peaceville Records  | — | — | — | — | — | Erstveröffentlichung: 7. Mai 1993      |
| 1994 | Terminal Spirit Disease Peaceville Records                | — | — | — | — | — | Erstveröffentlichung: 18. Juli 1994    |
| 1995 | Slaughter of the Soul Earache Records                     | — | — | — | — | — | Erstveröffentlichung: 3. Oktober 1995  |
| 2014 | At War with Reality Century Media                         | DE25 (1 Wo.)DE | AT39 (1 Wo.)AT | CH51 (1 Wo.)CH | US53 (1 Wo.)US | SE3 (2 Wo.)SE | Erstveröffentlichung: 28. Oktober 2014 |
| 2018 | To Drink from the Night Itself Century Media (Sony Music) | DE10 (3 Wo.)DE | AT22 (1 Wo.)AT | CH25 (1 Wo.)CH | — | SE13 (1 Wo.)SE | Erstveröffentlichung: 18. Mai 2018     |
| 2021 | The Nightmare of Being Century Media (Sony Music)         | DE8 (2 Wo.)DE | AT18 (1 Wo.)AT | CH12 (1 Wo.)CH | — | SE20 (1 Wo.)SE | Erstveröffentlichung: 2. Juli 2021     |

Weitere Alben
- 2001: Suicidal Final Art (Kompilation)
- 2010: Purgatory Unleashed: Live at Wacken
- 2010: Live in Krakow

### EPs
- 1991: Gardens of Grief

### Splits
- 1996: Cursed to Tour mit Napalm Death
- 2001: Gardens of Grief/In the Embrace of Evil mit Grotesque

### Demos
- 1991: Gardens of Grief
- 1992: Promo Demo 1992
- 1995: Promo demo 1995

### Singles
- 1994: Gardens of Grief

### Videoalben
- 2010: The Flames of the End